# Cassiciacum
Cassiciacum est une localité située au nord de Milan, en Italie. Il s'agit probablement aujourd'hui de Cassago Brianza, situé à 40 kilomètres environ de Milan, près du Lac de Côme.

## Intérêt
Cassiciacum est un bourg, une villa appartenant à Verecundus, un ami d'Augustin d'Hippone. Augustin en plein doute sur sa carrière de fonctionnaire romain (il a été soutenu par le préfet Symmaque pour devenir rhéteur à Milan), s'y retire à l'automne de l'année 386 avec des élèves (Licentius, Alypius …), des membres de sa famille (sa mère Monique, son frère Navigius, son fils Adéodat et ses cousins Lastidianus et Rusticus), probablement soutenu financièrement par Manlius Theodorus. Il y médita, rédigea quatre textes importants sous forme de dialogues, avant de repartir l'année d'après recevoir le baptême à Milan de l'évêque Ambroise de Milan.
Cassiciacum apparaît comme le lieu spécifique de l'otium augustinien, c'est-à-dire de ce temps consacré à l'étude qui, au contraire du loisir patricien, qui consiste à s'entretenir des belles choses avec ses amis (du jardin, de la maison, des livres, voire de la politique, comme dans la République de Cicéron), joue un rôle important dans sa conversion au christianisme. Augustin a « toujours soupiré après la philosophie », dit-il lui-même dans ses Confessions. À Cassiciacum, il prend le temps de lire les libri platonicorum (les "livres des Platoniciens") que lui ont confiés certains amis de Milan. Parmi eux, on sait qu'il y a certains livres des Ennéades de Plotin, des traductions de Porphyre par Marius Victorinus, notamment le De regressu animae (Du retour de l'âme).